# Sobremesa
Sobremesa ou, mais raramente pospasto, é como usualmente se chama o complemento das refeições.
Na língua portuguesa, sobremesa decorre da construção morfológica de sobre + mesa, com sobre significando após, depois, aquilo que sucede e mesa significando a refeição principal que se consome à mesa. Portanto, sobremesa significa depois da mesa ou aquilo que sucede a refeição principal.
Uma sobremesa pode ser uma fruta qualquer, mas também pode ser uma guloseima.
Costuma ser preparada com açúcar, assim apresentando paladar doce. É geralmente servida após a refeição salgada. Vários pratos feitos de diversas maneiras são considerados sobremesa, variando de acordo com a culinária, com os usos e os costumes de cada região.

## Sobremesas populares

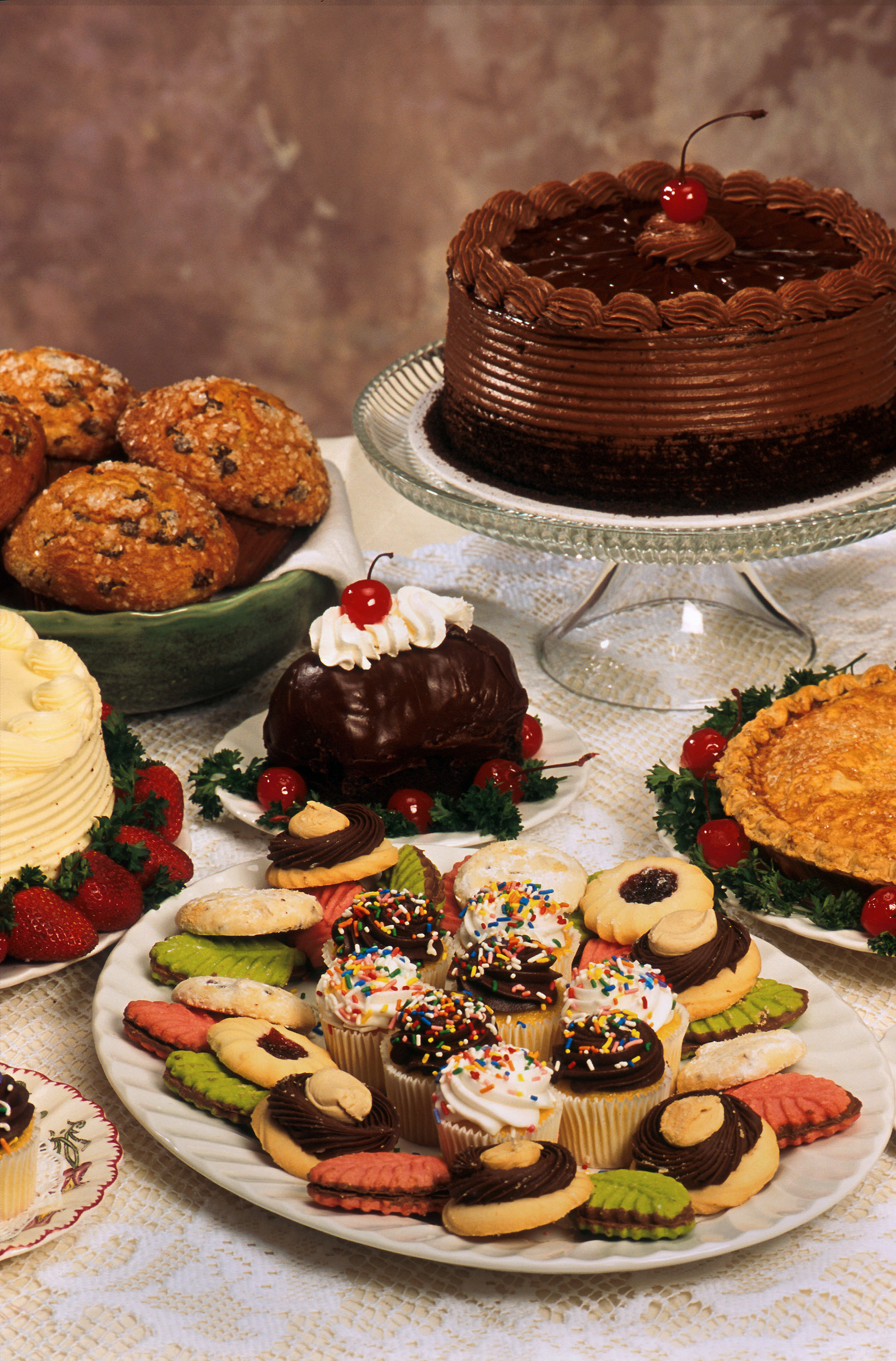
Sobremesas variadas

- Biscoitos
- Bolachas
- Bolos
- Brigadeiros variados
- Brownie
- Chico balanceado
- Chocolates variados
- Cookies
- Doce de leite
- Flan
- Frutas em geral
- Gelatina
- Manjar
- Mousse
- Panacota
- Pavê
- Petit gâteau
- Pudim
- Sagu
- Sorvete
- Suflê
- Tiramisù
- Torta
- guloseima em geral